# Henriqueta de Lorena
Henriqueta de Lorena (em francês:  Henriette de Lorraine; Nancy, 7 de abril de 1605 – Neufchâteau, 16 de novembro de 1660) chamada também Henriqueta de Phalsburgo, era a filha de Francisco, Conde de Vaudémont (terceiro filho do duque Carlos III e de Cláudia de França), e de Cristina de Salm.
Sobrinha do duque Henrique II da Lorena, inicialmente foi conhecida por Henriqueta de Vaudémont (Henriette de Vaudémont), tornando-se a princesa Henriqueta de Lorena assim que o seu pai se torna o duque Francisco II da Lorena, em 1625.

## Questões matrimoniais

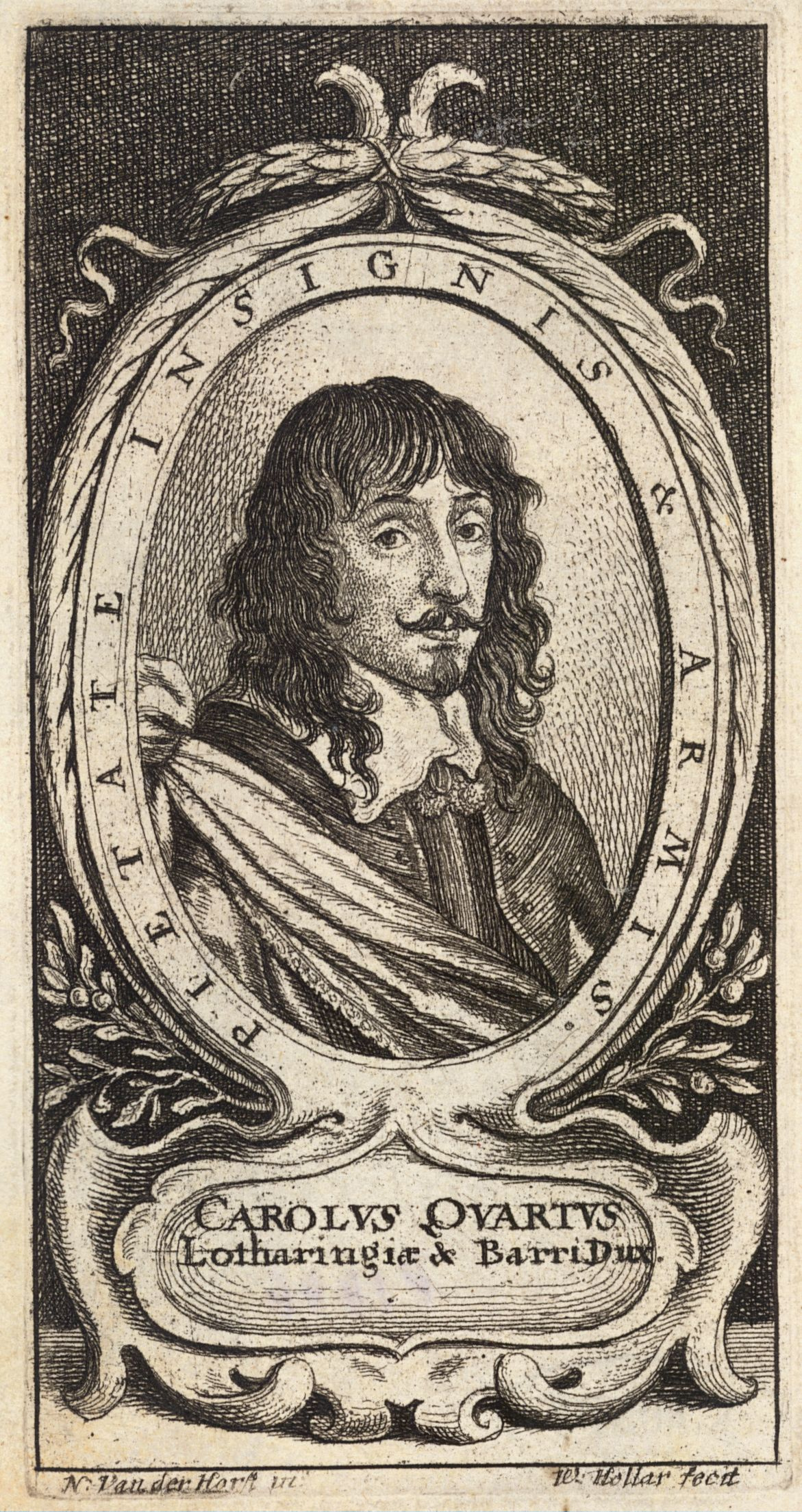
Carlos IV da Lorena, tão caprichoso e ambicioso como a sua irmã.

O simpático duque Henrique II tivera do seu segundo casamento com Margarida Gonzaga duas filhas. De acordo com os costumes dos ducados, a mais velha era a sua herdeira, devendo suceder-lhe, transmitindo os seus direitos ao esposo tal como acontecera dois séculos antes quando a duquesa Isabel da Lorena casara com Renato I de Anjou.
Sentindo o fim a aproximar-se, o duque pretendia casar a sua filha e herdeira Nicole, que na altura tinha apenas 12 anos, com o seu favorito, Luís de Guise, Barão de Ancerville, filho bastardo do cardeal de Lorena, homem adulto e de grande talento que o envelhecido duque considerava como um filho.
O irmão e os sobrinhos do duque, bem como a nobreza Lorena ficaram escandalizadas com tal perspetiva, e os príncipes e grandes senhores recusavam-se a dar precedência a um homem de nascimento ilegítimo.
Foi então negociado um compromisso: a herdeira Nicole casaria com o seu primo co-irmão Carlos (o mais próximo herdeiro do trono ducal em linha masculina), filho do irmão do duque, Francisco de Vaudémont. Carlos era um jovem fogoso e excelente militar que se distinguira na batalha da Montanha Branca mas era também ambicioso e intriguista ; em compensação, o duque obtém para o seu favorito a mão da sua sobrinha, irmã de Carlos, a princesa Henriqueta.
Assim, em 1621, enquanto a duquesa herdeira Nicole, na altura com 13 anos, casava com o primo Carlos de Vaudémont, de 17 anos, Henriqueta de Vaudémont, com 16 anos, casava com Luís de Guise, que tinha 33 anos.
O duque Henrique II morre três anos depois e Nicole conjuntamente com o marido, Carlos, sobem ao trono Ducal. O casal governa inicialmente de comum acordo antes que Nicole, uma jovem dócil e pouco dada à vida política, seja afastada do poder pelas intrigas do marido.

## Princesa de Phalsburgo e Lixheim

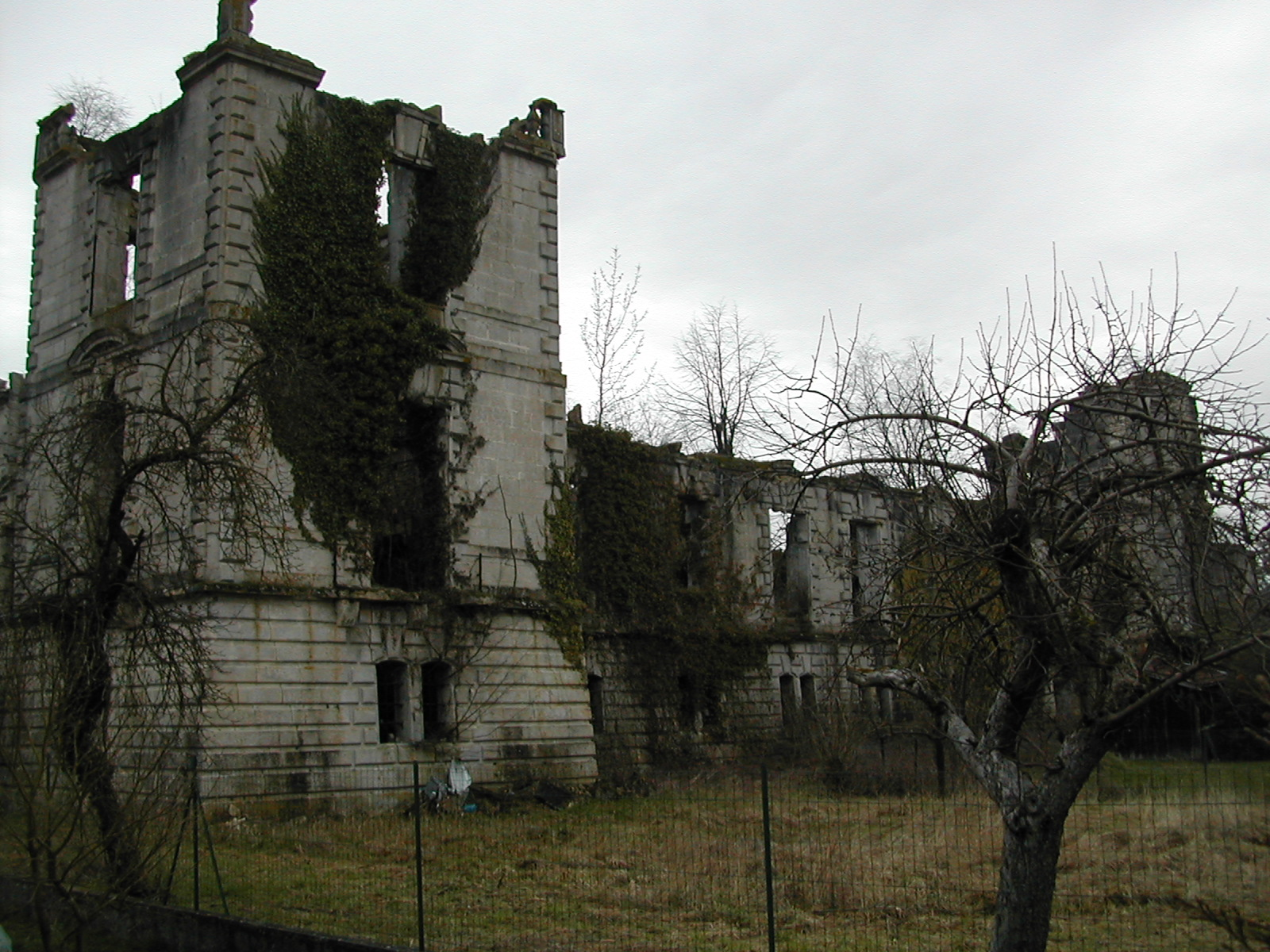
O castelo de Henriqueta de Lorena, em Sampigny.

Ficando como único Duque soberano, Carlos IV reúne, em 1629, as cidades de Phalsburgo e Lixheim, localizadas nos confins da região de Vosges, que passam a constituir o Principado de Phalsburgo e Lixheim que atribui a Luís e Henriqueta.
Estes passaram a ser denominados como príncipe e princesa de Phalsburgo e reconstruíram um castelo em Sampigny, no Ducado de Bar.
Após a morte de Luís de Guise, em 1631, Henriqueta permanece no Principado de Lixheim, onde vêm a ser cunhadas moedas com a sua esfinge , denominadas double tournois , cunhadas em 1633 e 1634.

## A invasão francesa, exílio e resistência
A ocupação da Lorena e do Barrois pelos franceses em 1633 provoca a dispersão da família ducal, forçando Henriqueta, jovem viúva sem descendência, a uma fuga bastante romântica.

## Casamentos
Em 1621, como atrás referido, Henriqueta casou com Luís de Guise, Barão de Ancerville, de quem fica viúva em 1631.
Henriqueta volta a casar em 1644, em segundas núpcias, durante o seu exílio, com o fidalgo espanhol, don Carlos de Guasco, marquês de Sallario, general de artilharia, que morre pouco depois.
Em terceiras núpcias, casa com Cristovão de Moura, 2.º conde de Lumiares, nobre de origem portuguesa, que vem a falecer pouco depois.
Finalmente, e atendendo às suas dificuldades financeiras, a princesa volta a casar uma quarta vez, em 1649, quando tinha 44 anos, com o seu principal credor, o marquês Francisco Grimaldi, nobre genovês aparentado com os príncipes do Mónaco que não desdenhava de negociar nos Bancos de Antuérpia. Tal como os seus maridos precedentes, ele recebe o título de príncipe de Phalsburgo e Lixheim.
A princesa Henriqueta teve uma filha que morreu muito jovem. A sua biografia é o tema dum livro notável, de título "Une princesse au Cœur de l'Europe"  escrito, após longas investigações, pelo arquivista da Câmara municipal de Saint-Avold localizada num dos castelos de Henriqueta de Lorena e onde estava o retrato da princesa realizado pelos ateliers Van Dyck.

## Regresso à terra dos seus antepassados
Com o seu último marido, Henriqueta regressa finalmente à Lorena, mesmo antes da pacificação do território, formalizada no Tratado de Vic-sur-Seille (1661) que seguiu o Tratado dos Pirenéus (1659).
Foi então necessário recuperar o castelo de Sampigny que fora devastado pelos anos de guerra. Graças à fortuna do marido, Henriqueta conseguiu reabilitar o imóvel; eles permanecem então em Neufchâteau, senhorio pertencente a Henriqueta, onde morre em 1660. Ela foi sepultada na igreja de Santa Lúcia de Sampigny junto do seu primeiro marido.
Henriqueta detinha igualmente a terra de Saint-Avold onde fundou um mosteiro de beneditinos. Encontra-se no castelo dessa cidade, transformado em Câmara Municipal, um retrato da princesa da autoria de Van Dyck.
Henriqueta de Lorena não teve herdeiros diretos, e as suas terraa regressaram ao domínio ducal por um acórdão do Tribunal da Lorena datado de 1661, exceto o principado de Lixheim e o castelo de Sampigny, conservados por Francisco Grimaldi de que teria o usufruto até morrer. O príncipe foi igualmente sepultado na igreja de Sampigny após a sua morte em 1693.